# Стати Статев
Стати Василев Статев е български учен – икономист и математик, и университетски преподавател. На 19 декември 2011 г. е избран за 18-и ректор на Университета за национално и световно стопанство, който пост заема до 18 декември 2019 г., когато изтича вторият му мандат.

## Образование
Роден е на 19 юни 1955 г. в Бургас. Започва (1969) да учи в Английската гимназия в града, прехвърля се (1971) и завършва (1974) Националната математическа гимназия в София.
Следва и се дипломира с пълно отличие по специалност „Политическа икономия“ във Висшия икономически институт „Карл Маркс“ (1976 – 1980) и по специалност „Математика“ в Софийския университет (1981 – 1984).
Удостоен е с научни степени след защита на дисертационен труд:
- „кандидат на икономическите науки“ (днес: доктор по икономика), ВИИ (1987) – с дисертация на тема „Социална ефективност на общественото производство“;
- „доктор на икономическите науки“ – с дисертация на тема „Финансово развитие и икономически растеж (пътят на България: 1991 – 2006)“

Има дългосрочни специализации:
- август 1984 – февруари 1985, Московски университет, Москва, Русия, СССР
- август 1989 – април 1990, Бостънски университет, Бостън, Масачузетс, САЩ

## Научна кариера
От ноември 1980 г. работи във Висшия икономически институт „Карл Маркс“, преименуван на Университет за национално и световно стопанство, като преминава в преподавателската си кариера всички стъпала и научни звания:
- асистент (1980), старши асистент (1983), главен асистент (1987) – и 3-те звания по „Политическа икономия“,
- доцент (1990) и професор – и 2-те звания по „Икономикс“.

Междувременно е:
- гост-професор в Бостънския университет – през април – юни 1990 г. и юни – август 1991 г.
- консултант на Световната банка – през юни – септември 1990 г.

Преподавал е също в Новия български университет в София и в Университета на Пирея, Гърция.
Преподава учебни дисциплини главно в областта на макроикономиката. Участвал е в 4 международни научни проекта, като на 2 от тях е ръководител. Има издадени множество монографии, учебници и учебни помагала, публикувани статии и непубликувани трудове.
Преди избора му за ректор на УНСС на 19 декември 2011 г. е заемал следните академични длъжности:
- научен секретар на Специализирания научен съвет на ВАК по „Икономическа теория и макроикономика“;
- директор на Врачанския стопански филиал на УНСС;
- заместник-ректор и първи заместник-ректор на УНСС.

Членува в следните научни организации: Съюз на учените в България, Съюз на икономистите в България; Съюз на българските еколози, Нюйоркска академия на науките.

## Агентурна принадлежност
Вербувал го служителя – кап. Огнян Вангелов Бохоров на 1 февруари 1989 г., регистриран на 20 февруари 1989 г., ръководил го служителя кап. Огнян Вангелов Бохоров. Структури, в които е осъществявано сътрудничеството: ДС, ПГУ. Качеството, в което е осъществявано сътрудничеството – секретен сътрудник. Псевдоним: Стойновски. Данни в наличните документи, въз основа на които е установена принадлежността към органите по чл. 1: Разходни документи, отчетени от ръководилия го щатен служител; документи от ръководилия го щатен служител; рег. бланка; картони – обр. 1 – 2 бр. и обр. 3; дело Ф1, а.е. 6724; доклад на НРС рег. № RB102101-001-04/12 – 1395/ 13 юли 2009 г. Снет от действащия оперативен отчет.